# Покрет за заштиту потрошача - Београд
Покрет за заштиту потрошача - Београд је покрет потрошача који се залаже за остваривања оснивних права потрошача тј. права на задовољавање основних потреба, на сигурност, на информисање, на избор, да се чује глас потрошача, на обештећење, на образовање потрошача и права на на здраву животну средину. Формиран је 1991. године у Београду.
Покрет за заштиту потрошача - Београд је непрофитно, независно, невладино, нестраначко, ненационално, интересно удружење за остваривање и заштиту права и интереса потрошача и корисника услуга.